# Leers-Nord
Leers-Nord [lɛʁsnɔːʁ] (en picard El Pitit Lere) est une section de la commune belge d'Estaimpuis située en Wallonie picarde et en Flandre romane dans la province de Hainaut.
C'était une commune à part entière avant la fusion des communes de 1977. Au centre du village se trouve l'église Saint-Vaast construite en 1828. Le village à caractère rural est délimité au nord par le paisible canal de l'Espierre reliant la Deûle à l'Escaut.

## Évolution démographique
- Sources : INS, Rem. : 1831 jusqu'en 1970 = recensements, 1976 = nombre d'habitants au 31 décembre.

## Histoire
Le village est frontalier avec la ville de Leers dans le département français du Nord, avec laquelle elle en forma qu'un tout pendant de longues années. Mais il fallait rationaliser les frontières car à l'époque des terres françaises se trouvaient à proximité de Tournai alors que des terres des Pays-bas autrichiens étaient voisins de Lille. Les souverains de l'époque, l'impératrice Marie-Thérèse d'Autriche et le roi de France Louis XV finissaient par tomber une première fois d'accord et signaient la Convention des Limites en 1769.
L'impératrice cédait la partie tournaisienne au roi de France, Louis XV : Leers devenait entièrement français. Leers était donc uni. Mais le traité était imparfait car il fallait assurer une logique pour le chemin allant de Tournai à Menin passant par le village de Leers. La dernière rectification aura lieu en 1820 par le traité de Courtrai.
Une trace de cette époque est encore visible à ce jour avec la borne située à l'angle du chemin mitoyen (B) et de la rue Aurèle Guénard (France).
Les deux noms (Leers, en France et Leers-Nord en Belgique) existent depuis 1779.